# Episodi di Deadwind (prima stagione)
La prima stagione della serie televisiva Deadwind, composta da 12 episodi, è stata interamente pubblicata il 14 marzo 2018 sul servizio streaming Yle Areena e poi trasmessa dallo stesso giorno fino al 30 maggio 2018 sul canale pubblico Yle TV2.
In Italia e in tutti i territori dove il servizio on demand Netflix è disponibile, la stagione è stata interamente pubblicata il 23 agosto 2018.
| nº | Titolo originale  | Titolo italiano       | Pubblicazione Finlandia | Prima TV Finlandia | Pubblicazione Italia |
| -- | ----------------- | --------------------- | ----------------------- | ------------------ | -------------------- |
| 1  | Leski             | La vedova             | 14 marzo 2018           | 14 marzo 2018      | 23 agosto 2018       |
| 2  | Juhlat            | La festa              | 14 marzo 2018           | 21 marzo 2018      | 23 agosto 2018       |
| 3  | Maailmanparantaja | Buonista              | 14 marzo 2018           | 28 marzo 2018      | 23 agosto 2018       |
| 4  | Kaappaus          | Il rapimento          | 14 marzo 2018           | 4 aprile 2018      | 23 agosto 2018       |
| 5  | Veli              | Il fratello           | 14 marzo 2018           | 11 aprile 2018     | 23 agosto 2018       |
| 6  | Kasvukipuja       | Una crescita dolorosa | 14 marzo 2018           | 18 aprile 2018     | 23 agosto 2018       |
| 7  | Juuret            | Radici                | 14 marzo 2018           | 25 aprile 2018     | 23 agosto 2018       |
| 8  | Terapiaa          | Terapia               | 14 marzo 2018           | 2 maggio 2018      | 23 agosto 2018       |
| 9  | Hyväntekijä       | I buoni samaritani    | 14 marzo 2018           | 9 maggio 2018      | 23 agosto 2018       |
| 10 | Yksin             | Da sola               | 14 marzo 2018           | 16 maggio 2018     | 23 agosto 2018       |
| 11 | Ruhjeita          | Lividi                | 14 marzo 2018           | 23 maggio 2018     | 23 agosto 2018       |
| 12 | Alku              | L'inizio              | 14 marzo 2018           | 30 maggio 2018     | 23 agosto 2018       |